# 1586
1586 (MDLXXXVI) byl rok, který dle gregoriánského kalendáře započal středou.
Podle židovského kalendáře došlo k přelomu let 5346 a 534. Podle islámského kalendáře započal dne 12. prosince rok 995. 

## Události
- 15. dubna – Hadim Mesih Paša byl odvolán z funkce osmanského velkovezíra. Novým velkovezírem se stal Kanijeli Siyavuş Paša.

### Probíhající události
- 1562–1598 – Hugenotské války
- 1568–1648 – Osmdesátiletá válka
- 1568–1648 – Nizozemská revoluce
- 1585–1587 – Válka tří Jindřichů
- 1585–1604 – Anglo-španělská válka

## Narození
Česko
- 9. dubna – Julius Jindřich Sasko-Lauenburský, šlechtic, vévoda, císařský vojevůdce († 20. listopadu 1665)
- ? – Julio Caesar, prvorozený nemanželský syn císaře Rudolfa II. a hraběnky Kateřiny Stradové († 25. června 1609)
- ? – Adam Trajan Benešovský, český kazatel a spisovatel († 1650)

Svět
- 20. dubna – Svatá Růžena Limská, první kanonizovaná osoba na jihoamerickém kontinentu († 24. srpna 1617)
- 11. května – Angelo Giori, italský kardinál († 8. srpna 1662)
- 18. června – Gabriel Bengtsson Oxenstierna, švédský hrabě a státník († 12. prosince 1656)
- 17. srpna – Johann Valentin Andreae, německý teolog, filosof a básník († 27. června 1654)
- 9. října – Leopold V. Habsburský, rakousko-tyrolský arcivévoda († 13. září 1632)
- 15. října – Valerian Magni, diplomat, blízký spolupracovník pražského arcibiskupa Arnošta Harracha († 29. července 1661)
- 28. prosince – Joachim Mencelius, evangelický kazatel († 26. září 1638)
- ? – Giovanni Battista Pieroni, italský architekt († 1654)

## Úmrtí
Česko
- 6. dubna – David Crinitus z Hlavačova, český prozaik a básník (* 10. srpna 1531)

Svět
- 18. ledna – Markéta Parmská, dcera císaře a španělského krále Karla V., místodržitelka v Nizozemí (28. prosince 1522)
- 25. ledna – Lucas Cranach mladší, německý malíř (* 4. října 1515)
- 11. února – August Saský, saský kurfiřt (* 31. července 1526)
- 8. dubna – Martin Chemnitz, protestantský teolog (* 9. listopadu 1522)
- 28. června – Primož Trubar, slovinský církevní reformátor (* 9. června 1508)
- 21. září – Antoine Perrenot de Granvelle, kardinál, vlivný evropský politik (* 20. srpna 1517)
- 15. října – Alžběta Dánská, dánská princezna (* 14. října 1524)
- 17. října – Sir Philip Sidney, anglický básník (* 30. listopadu 1554)
- 12. prosince – Štěpán Báthory, polský král a litevský velkokníže (* 27. září 1533)
- ? – Jeanne de Laval, paní de Senneterre, milenka francouzského krále Jindřicha III. (* 3. září 1549)

## Hlavy států
- České království – Rudolf II.
- Svatá říše římská – Rudolf II.
- Papež – Sixtus V.
- Anglické království – Alžběta I.
- Francouzské království – Jindřich III.
- Polské království – Štěpán Báthory
- Uherské království – Rudolf II.
- Osmanská říše – Murad III.
- Perská říše – Muhammad Chodábende